# هازال فیلیز کوچوک‌کوسه
هازال فیلیز کوچوک‌کوسه (Hazal Filiz Küçükköse) زادهٔ ۹ فوریه ۱۹۸۸ در مرسین، یک بازیگر اهل ترکیه است.

## فیلم‌شناسی
| سال       | TV series                | نقش            |
| --------- | ------------------------ | -------------- |
| ۲۰۰۹–۲۰۱۰ | ستاره دریایی             | گوزده          |
| ۲۰۱۱–۲۰۱۲ | قلب من شما را انتخاب کرد | ادا            |
| ۲۰۱۲      | اوسترا کمال              | کالیستو        |
| ۲۰۱۲      | صخره                     | بازیگر مهمان   |
| ۲۰۱۴      | مرا ببخش                 | لیلا           |
| ۲۰۱۴      | گناهکار                  | آسلیهان کاراسو |
| ۲۰۱۵–۲۰۱۷ | عشق بی‌پایان              | زینب سویدره    |
| ۲۰۱۷      | رؤیا                     | الیف آردالی    |
| ۲۰۱۸      | محمد فاتح یک جهان        | ملکه خاتون     |
| ۲۰۲۰      | زمستان سخت               | براک           |